# Dagen (journal, 1896)
Pour les articles homonymes, voir Dagen.
Le Dagen est un journal suédois publié entre 1896 et 1920. Il commence à être publié à Stockholm en décembre 1896 en tant que journal bon marché, sortant quotidiennement. Une édition du soir le complète à partir de 1905. Il appartient à la société de l'Aftonbladet et a un rédacteur en chef, une administration et un bureau communs avec l'Aftonbladet, mais possède son propre bureau de rédaction.
Harald Sohlman est le rédacteur en chef de janvier 1898 au 1er août 1905 avec D. Bergström comme « rédacteur adjoint ». La position du journal coïncidait avec celle de l'Aftonbladet. Les employés réguliers du journal sont T. Blanche, A. Runström et E. Svensén.
Le prix de l'abonnement annuel à Stockholm est de 6 SEK et de 5,50 SEK dans les zones rurales. Au début de décembre 1905, une édition rurale spéciale est également publiée, mais elle est aussitôt annulée quand le journal commence à publier, au même moment, une édition du soir qui, comme l'édition du matin, est destinée à la fois à Stockholm et à la campagne. Le prix d'un numéro est initialement de 2 öre, mais est porté à 3 öre en mars 1901. Le format est progressivement étendu de 5 à 8 colonnes. Le prix de la publicité pour les deux éditions ensemble est de 1 SEK par cm quand elle est positionnée avant le texte, et 80 öre par cm après le texte. Les deux éditions ont totalisé environ 30 000 exemplaires. Le prix de souscription de 6 SEK, corrigé avec l'inflation entre 1897 et 2020, équivaudrait à 38 €/an en 2020.
En 1913, une société spéciale est créée pour la publication continue du journal. Il est déplacé à Malmö en 1916, où il est publié sous le nom de Skånetidningen Dagen par une nouvelle société, « Skånetidningen Dagens a.-b. », jusqu'à ce qu'il soit stoppé à la fin de 1920.